# Vora alközség
Vora alközség harmadik szintű közigazgatási egység Közép-Albánia nyugati részén, Tiranától kb. 15 kilométerre északnyugati irányban, a Tiranai-sík és a Durrësi-sík találkozásánál. Tirana megyén belül Vora község alárendelt közigazgatási egysége. Székhelye Vora, további települései Gërdec, Gjokaj, Kuç, Marikaj, Marqinet, Picar és Sharga. A 2011-es népszámlálás alapján az alközség népessége 10 901 fő. Hagyományosan mezőgazdasági terület, a 20. század eleje óta fontos közlekedési csomópont.

## Fekvése
Az alközség területe Alacsony-Albánia középső részére, a Tiranai-sík és a Durrësi-sík közötti Vorai-szorosra (Nyja e Vorës), illetve az ettől északra fekvő Gërdeci-dombságra (Kodra e Gërdecit, legmagasabb pontja Gërdeci-hegy, Maja e Gërdecit, 295 m), délen pedig a Hosszú-dombság (Kodra e Gjatë, legmagasabb pontja az alközség területén Kuçi-hegy, Maja e Kuçit, 377 m) vonulataira terjed ki. Területén elszórtan több kisebb mesterséges víztározó található. Az alközséget és székhelyét, Vorát átszeli a Tiranát Durrësszal összekötő SH2-es főút, amelyről itt ágazik le észak felé az SH52-es út. Az SH1-es Tirana–Shkodra–Han i Hotit-út megépüléséig ez biztosította a főváros összeköttetését az északi országrésszel. Vora vasúti csomópont is, itt találkozik a Tirana–Durrës–Librazhd-, és a Shkodra–Vora-vasútvonal.

## Története és nevezetességei
Az i. e. 2. században a hódító rómaiak által megépített út, a Via Egnatia egyik állomáshelye (mansio) állt a mai Vora helyén Vorea néven. A 20. századig döntően agrárterület volt, amelyet először az első világháborúban az ország északi részét megszálló Osztrák–Magyar Monarchia hadserege által épített Shkodra–Vora-országút és Lezha–Vora-drótkötélvasút, majd az 1920-as években a Tirana–Durrës-országút modernizálása tett közlekedési csomóponttá.
A terület lakói az ezredfordulóig elsősorban mezőgazdasággal, szőlő- és olajfatermesztéssel foglalkoztak. Napjainkban a főváros, Tirana elővárosi övezetének nyugati végpontja. Marikajban található az albán hadsereg egyik legnagyobb bázisa.
A demokratikus Albánia egyik legnagyobb tömegszerencsétlensége kötődik Vorához. 2008. március 15-én a gërdeci lőszerraktárat – ahol a munkavédelmi előírások betartatása nélkül kiselejtezett lőszerek szétszerelése folyt – két egymást követő robbanás rázta meg. A szerencsétlenségben huszonhatan vesztették életüket, további százak pedig a tűzben, vagy a robbanás erejétől szétszóródó üvegszilánkoktól sebesültek meg.